# Székely Kinga
Székely Kinga (Pécs, 1945. szeptember 27. –) barlangkutató, geográfus, térképész.

## Élete
A budapesti Móricz Zsigmond Gimnáziumban 1964-ben érettségizett. Az ELTE TTK-án 1976-ban földrajz-térképész diplomát szerzett. 1973-ban egy tanévet a krakkói Jagelló egyetemen töltött, ahol karsztgeomorfológiát hallgatott. 1968-tól 1978-ig a Magyar Karszt- és Barlangkutató Társulat titkáraként tevékenykedett. 1978-tól a Természetvédelmi Hivatal keretein belül működő Barlangtani Intézet (Osztály) munkatársa, 1986-tól annak vezető helyettese, 1990-től nyugdíjba vonulásáig (2002) vezetője volt. A Magyar Karszt- és Barlangkutató Társulatnak 1960 óta tagja. A társulatnak 2012 óta a tiszteleti tagja.

## Munkássága
Többek között részt vett az alsó-hegyi zsombolyok 1960-as évekbeli feltárásában. 1968-ban egyike volt a Szabó-pallagi-zsombolyt felmérőknek. 1981-ben kidolgozta, majd folyamatosan tovább fejlesztette az országos barlangnyilvántartás rendszerét, és több mint két évtizeden át irányította az adattár munkáját. Létrehozta a magyar barlangtani bibliográfia számítógépes adatbázisát, ami ma több mint tízezer irodalmat tartalmaz. Részt vett az 1982 óta megjelent, barlangvédelemmel foglalkozó jogszabályok szakmai előkészítésében, az Aggteleki-karszt és a Szlovák-karszt Világörökséggé nyilvánításához szükséges előterjesztés szakmai indoklásának elfogadtatásában. Szorgalmazta a védelmi célú barlangkiépítések jogosultságának elismerését, és a barlangokhoz kapcsolódó műszaki szabványok kidolgozását. Szakmailag felügyelte az idegenforgalom számára kiépített barlangok azonos alapelven történő rekonstrukcióját.
1968-tól 1993-ig a Karszt és Barlang szerkesztője volt. Szerkesztette a Speleotéka című kiadványt is, amely 1990-ben jelent meg először és csak egy száma látott napvilágot. A szerkesztőtársa Hadobás Sándor volt. Hazánk barlangjaival, a barlangok védelmével, a barlangkutatás történetével, valamint a barlangkutatók életrajzával foglalkozó ismeretterjesztő és szakanyagainak száma megközelíti a kétszázat. Barlangok a művészetekben címmel 1989-ben a Kiscelli Múzeumban kiállítást rendezett hazánk, Csehország és Szlovákia neves művészei által készített rajzokból, festményekből. Tagja volt több nemzetközi barlangkutató expedíciónak (Bajkál-tó 1988, Kirgizisztán 1989, Távol-Kelet 1990).

## Kitüntetései
- Életmentő Emlékérem kormánykitüntetés (1969) a Barlangi Mentőszolgálatban végzett munkáért
- Herman Ottó-érem (1978)
- A Műszaki és Természettudományi Egyesületek Szövetségének Emlékplakettje (1992) a Magyar Karszt- és Barlangkutató Társulatban végzett tevékenységért
- A Szlovák Barlangtani és Természetvédelmi Múzeum Emlékérme (1995) a barlangok történeti kutatásáért
- Pro Natura díj (2001) a barlangok védelméért
- Balázs Dénes-emlékplakett (2004) a Magyar Földrajzi Múzeum létrehozásában nyújtott segítségért
- Schönvisner István-emlékérem (2008)
- Magyar Köztársasági Arany Érdemkereszt (2009)
- Papp Ferenc-érem (2010)
- Kadić Ottokár-érem (2018)

## Legjelentősebb ismeretterjesztő munkái
- Budapest – Vár-barlang. Tájak korok múzeumok kiskönyvtára 224. füzet (1985) (Tardy Jánossal közösen)
- A Baradla hazánk természeti csodája In: Baross Gábor: Aggteleki Nemzeti Park (1998)
- Abaligeti-barlang (2002)
- Szerkesztője volt a Magyarország fokozottan védett barlangjai című könyvnek (2003)
- Az Aggteleki-karszt barlangjai. Világörökség a föld mélyében, CD (2003)
- István-barlang (2003)
- Anna-barlang (2003)
- Magyarország fokozottan védett barlangjai; szerk. Székely Kinga; Mezőgazda, Budapest, 2003
- Baradla-barlang, időutazás a cseppkövek birodalmában (2005)
- Időutazás a cseppkövek birodalmában. Baradla-barlang; Aggteleki Nemzeti Park, 2005
- Egyik szerzője a Magyar hegyisport és turista enciklopédiának (2005)
- Kessler Hubert ,a barlangkutató. ANPI Jósvafő, 2008. ISBN 978-963-87082-6-7
- Kadić Ottokár, a magyar barlangkutatás atyja. Magyar Állami Földtani Intézet, 2010. 191 old.
- Plózer István, a búvár-barlangkutató; magánkiad., Budapest, 2021

## Érdekesség
Székely Kinga nevének rövidítése alapján nevezte el a Széki-zsombolyt Szenthe István.